# The Mummy (film, 2026)
Pour les articles homonymes, voir The Mummy et La Momie.
Pour plus de détails, voir Fiche technique et Distribution.
The Mummy est un film américain réalisé par Lee Cronin et dont la sortie est prévue en 2026. Il s'agit d'un nouveau reboot de la franchise La Momie, débutée avec le film du même nom sorti en 1932. Il s'agit du premier qui n'est pas distribué par Universal Pictures.

## Fiche technique
Sauf indication contraire, les informations mentionnées dans cette section peuvent être confirmées par la base de données cinématographiques IMDb,  présente dans la section « Liens externes ».
- Titre original complet : Lee Cronin's The Mummy[1]
- Réalisation : Lee Cronin
- Scénario : Lee Cronin, d'après La Momie écrit par Nina Wilcox Putnam et Richard Schayer
- Musique : N/A
- Décors : Nick Bassett
- Costumes : Joanna Eatwell
- Photographie : Dave Garbett
- Montage : N/A
- Production : Jason Blum, Lee Cronin, John Keville et James Wan

Producteurs délégués : Michael Clear, Alayna Glasthal, Macdara Kelleher et Judson Scott
- Sociétés de production : Atomic Monster, Blumhouse Productions et Doppelgängers
- Sociétés de distribution : New Line Cinema/Warner Bros.
- Budget : N/A
- Pays de production :  États-Unis
- Langue originale : anglais
- Format : couleur
- Genre : horreur fantastique
- Dates de sortie[2] : Dates sujettes à modification
  - France : 15 avril 2026
  - États-Unis : 17 avril 2026

## Distribution
- Jack Reynor
- Laia Costa
- Verónica Falcón
- May Calamawy
- May Elghety

## Production

### Genèse et développement
En juin 2024, New Line Cinema annonce dans son planning — pour le 17 avril 2026 — la sortie d'un film sans titre écrit et réalisé par Lee Cronin. En décembre 2024, il est finalement révélé que le projet est une nouvelle réinvention des films La Momie. Il est précisé que le film sera produit par Atomic Monster, Blumhouse Productions et Doppelgängers, sous la houlette de New Line Cinema.
En mars 2025, Jack Reynor et Laia Costa sont annoncés dans les rôles principaux,,.
En avril 2025, Verónica Falcón, May Calamawy et May Elghety rejoignent également le film.

### Tournage
Le tournage débute le 24 mars 2025 et se déroule en Irlande et en Espagne,,. Les prises de vues s'achèvent en juin 2025.